# Janez Mušič
Janez Mušič, slovenski prevajalec, * 16. november 1938, Novo mesto, † 2011.

## Dela
- Zgodbe o Prešernu
- Oton Župančič: življenje in delo